# Vån (mytologi)
Vån (fornvästnordiska Ván, Vón eller Vǫ́n) är en älv i nordisk mytologi. Den nämns i en av flodtulorna i Grímnismál, där den sägs rinna genom människornas värld för att därefter falla ned till Hel. Enligt Snorre Sturlasson har älven sin upprinnelse i Fenrisulvens gap. Orsaken skulle vara att ulven inte kunde stänga munnen sedan gudarna hade bundit den:
| Ulven gapade väldigt och ryckte våldsamt och försökte bita dem. De [gudarna] stack in ett svärd i munnen på honom, hjaltet tog i underkäken och spetsen i överkäken. Det är hans gomspärr. Han ylar förfärligt och dregel rinner ur hans mun. Det är den floden som heter Vån. Där ligger han till Ragnarök. | Úlfrinn gapði ákafliga ok feksk um mjǫk ok vildi bíta þá. Þeir skutu í munn honum sverði nokkvoru; nema hjǫltin við neþra gómi, en efra gómi blóðrefill. Þat er gómsparri hans. Hann grenjar illiliga ok slefa renn ór munni hans. Þat er á sú er Ván heitir. Þar liggr hann til ragnarøkrs. |  |

På ett annat ställe i texten tillägger Snorre att Fenrisulven på grund av sitt dreglande har fått namnet Vánargandr, vilket fritt kan översättas ‘floden Våns odjur’. Snorres källa för dessa uppgifter kan ha varit kapitlet Frá Fenrisúlfi (‘Om Fenrisulven’) i Litla Skálda, som han troligen läste när han gick i skolan på Oddi. Här besvaras frågan varför Fenris hráki (‘Fenrisulvens saliv’) kan stå som kenning för ‘vattendrag’:
| Två älvar faller ur hans mun, den ena heter Vån, den andra Vil. Därför är det rätt att kalla älvar hans saliv. | Ár tvær falla ór munni honum, heitir ǫnnur Ván, en ǫnnur Víl, ok er því rétt at kalla vǫtn hráka hans. |  |

Men här är det plötsligt två floder som rinner ur ulvens gap. De heter Vån och Vil, vilket tycks betyda ‘Hopp’ och ‘Förtvivlan’. Nästan samma allittererande sammanställning finns i Grímnismál 28 och i tulorna, men här heter älvarna Víð och Ván. Víð kan knappast betyda annat än att floden är bred, men även Vil eller Víl förekommer som flodnamn i tulorna, dock utan att direkt kopplas samman med Vån.

## Namnet
Det anses troligt att flodnamnet Vån är identiskt med det norröna ordet ván, som betyder ‘hopp, utsikt, förväntan, möjlighet’. Filologen A.M. Sturtevant fann dock inte denna betydelse rimlig för en flod med ett så suspekt ursprung, varför han antog att ván också kunde vara en förmildrande omskrivning för ‘fara’. Guðbrandur Vigfússon var inne på samma tankegång. Han tog som exempel det sammansatta ordet vánar-völr (‘tiggarstav’), vars förled ván (‘hopp’) kan ses som en eufemism för ‘elände’, och föreslog att älvnamnet Ván kunde ha innebörden despair, agony (‘förtvivlan, vånda’).
Det troligen bäst accepterade översättningsförslaget anknyter namnet till de norska och svenska dialektorden von eller vån, ‘en lovande plats som inger hopp om god fiskelycka’. Fritzner översätter ván som en plats “hvor man kan vænte at finde noget”.
Det har också spekulerats i ett möjligt samband mellan älvnamnet Vån och sjönamnet Vänern. Troligare är dock, enligt Hellquist, att namnet Vänern betyder ‘vattnet, sjön’, och inte har något med det mytologiska älvnamnet att göra.
Namnet på Våns tvillingflod Víl ser ut att betyda ‘förtvivlan, jämmer, elände’. Problemet är dock att vokallängden inte går att avgöra. Vi kan alltså inte veta om älvens namn är Víl eller Vil, men dessa båda ord kan ha motsatt innebörd. Om namnet är Vil, ‘behag, gunst’, kan det syfta på älvens ‘egenvilja’. Finnur Jónsson föreslog därför att innebörden av namnet skulle vara ‘den goda’, alltså en älv med gott fiske. I så fall skulle Ván och Vil betyda samma sak.
Älvnamnet Vån förekommer också i kenningar, både för ‘skepp’ och för ‘guld’.